# Karsten Kroon
Karsten Kroon (nascido em 29 de janeiro de 1976) é um ex-ciclista profissional holandês que representou os Países Baixos em dois Jogos Olímpicos (2004, 2008).
Debutou como profissional no ano de 1999 nas fileiras da equipe de seu país, Rabobank, de categoria UCI ProTeam. Em seus anos de amador, destacaram suas vitórias na Ronde van Drenthe em 1996 e, na Ster ZLM Toer e na Ster Elektrotoer em 1998.
Em 19 de outubro de 2014, Kroon anunciou sua aposentadoria do ciclismo, após dezesseis temporadas como profissional e 38 anos de idade.